# Marianne Limpert
Marianne Limpert, née le 10 octobre 1972 à Matagami au Québec, est une nageuse canadienne. 
Élevée à Fredericton, au Nouveau-Brunswick, elle a gagné la médaille d'argent aux Jeux olympiques de 1996 dans la compétition du 200 mètres quatre nages et se classe quatrième dans cette même épreuve en 2000 aux Jeux olympiques de Sydney. 

## Biographie
Elle porte le drapeau du Canada aux Jeux du Commonwealth de 1998. Elle détient quatre records canadiens dans son domaine de la natation. En 2005, elle est nommée capitaine de l'équipe du Nouveau-Brunswick aux jeux d'été du Canada.  
Ses premiers jeux d'été remontent à 1988. Elle a aussi participé aux Jeux de Barcelone, aux Jeux panaméricains et aux Jeux de Sydney. 
Membre du CAMO, elle étudie à l'Université de la Colombie-Britannique. Son entraîneur est Claude St-Jean, également entraîneur d'Audrey Lacroix, détentrice de plusieurs records canadiens au papillon, de Jennifer Carroll, ancienne championne du monde au dos et de plusieurs autres nageurs s'illustrant sur la scène canadienne.
Marianne Limpert mesure 1,80 m et pèse 64 kg. Elle réside actuellement à Matagami au Québec.  
Elle est admise au temple de la renommée olympique du Canada en mars 2007.